# Ларданше, Виктор
Мари Виктор Ксавье Ларданше (фр. Marie Victor Xavier Lardanchet, 29 декабря 1863, Desnes — 8 ноября 1936, Ницца) — французский регбист, чемпион летних Олимпийских игр 1900.
На Играх Ларданше входил в сборную Франции по регби, которая, обыграв Германию и Великобританию, стала победительницей турнира и получила золотые медали.